# Tipula pseudocrassiventris
Tipula pseudocrassiventris är en tvåvingeart som beskrevs av Theowald 1980. Tipula pseudocrassiventris ingår i släktet Tipula och familjen storharkrankar. Inga underarter finns listade i Catalogue of Life.